# ヨルダン総合情報部
ヨルダン総合情報部（アラビア語：دائرة المخابرات العامة)、英語：General Intelligence Department；略称GID）は、ヨルダンの諜報機関・保安機関。

## 概要
総合情報部（GID）は、1964年、国会の決定により創設された。GIDは、対外諜報と防諜の機能を同時に執行するヨルダンの最も強力な特務機関であり、王政の安定を保障している。読売新聞2016年9月22日朝刊7面の記事(「ヨルダン体制派圧勝へ 下院選中間集計 テロ対策を評価」)によると、GIDは「アラブ圏で最強とされる諜報機関」で、職員は1000～2000人規模。部族やメディアなどに数千人の情報提供者を擁している。在外公館の大半に要員を配し、アメリカやイスラエルなど世界数十ヵ国と協力関係を持つ。GIDは事実上、無制限の権限を有する。かつてはパレスチナのテロ組織を最優先の警戒対象としたが、近年はイスラム過激派に重点を置いている。
GID長官は、政府の提案により、国王の勅令により任命される。通常、GID長官には、ヨルダン陸軍の高級将校が任命される。GID長官は、首相に従属し、ヨルダン国王の私的顧問でもある。新職員の選抜は、その知的指標、出自及び体制への忠誠心に基づき行われる。
GIDは在外ヨルダン大使館の安全を保障し、国内の重要国家施設も警備している。

## 機構
GIDの本部庁舎は、アンマンに位置する。内部機構の詳細は不明だが、イスラム及びパレスチナの組織を専門とし、全ての宗教団体、野党、学生運動及び難民キャンプを監督する国内保安局、並びにアラブ諸国情報局、研究局、宣伝課等が存在している。
また、エズ＝ザルカ、ジャラシュ、エス＝サルト、マダバ、エル-マフラク、アカバ、マーン、タフィリ及びカラフ市に地域支部を有している。

## 歴代長官
- ムハンマド・ラスール・アル＝ガイラーニー （1964年～1968年）
- ムハンマド・ラスール・アル＝ガイラーニー （1973年～1974年） - 再任
- サアド・ハーイル Saad Khair （～2005年）
- マルフ・アル＝バヒート Maruf Al-Bakhit （2005年11月～12月） - 前駐イスラエル大使
- ムハンマド・アル＝ザハービー（2005年12月～2008年12月） - ネイダル・アル＝ザハビ首相の弟
- ムハンマド・アル＝ラッカード Mohammad Al Raqqad（2008年12月～2011年10月） - 少将。
- ファイサル・シュバキ Faisal Shubaki （2011年10月） - 少将。

## GIDが登場する作品
- ワールド・オブ・ライズ - 2007年